# Struthanthus nudipes
Struthanthus nudipes är en tvåhjärtbladig växtart som beskrevs av Henry Hurd Rusby. Struthanthus nudipes ingår i släktet Struthanthus och familjen Loranthaceae. Inga underarter finns listade i Catalogue of Life.